# Baktay Ervin tér
A Baktay Ervin tér Dunaharaszti város főtere. Mai formáját 2000 után folyamatosan kezdte felvenni. A téren található Baktay Ervin, a tér névadójának szobra, valamint egy parkos sétány szökőkúttal. A teret modern stílusú épületek veszik körül.

## Története
A tér története az 1800-as évekre nyúlik vissza, amikor egy beépítetlen, fás-ligetes park alakult ki. A téren 1924-től 1991-ig tartottak szombatonként piacot, majd 1991. március 15-én megnyílt az új piactér a Móricz Zsigmond utcában. A teret 1996-ig Piactérnek hívták, ezután kapta jelenlegi elnevezését. A tér mellett található a Hősök tere, amely egy fákkal beültetett, virágültetvényes közpark, ahol megemlékezéseket is szoktak tartani.
1926 őszén a Dunaharaszti Hősi Halottak Szoborbizottsága megbízta Dedinszky Elemér szobrászművészt, hogy pályanyertes gyönyörű művét, a halálosan sérült honvéd megrázó alakját a Hősi Emlék részére kőbe öntse. Így született meg községünk hősi emlékműve Dedinszky és Schmidt helyi szobrászok munkája nyomán. A szobrot 1927. október 30-án leplezte le József főherceg az Erzsébet utcával szemben a Fő út Duna felőli oldalán a szigetre vezető lejárónál.
A község közepén egy ingoványos terület volt, amit feltöltöttek, kialakítottak egy Hősök terét és parkosítás keretében „az 1914-18-as I. világháború haraszti hősi halottai mindegyikének emlékére egy-egy fát ültettek a tér útjai mentén és a fa elé ovális alakú domborúan zománcozott táblát helyeztek el. A táblán a hősi halott neve, születési és halálozási évszáma szerepelt.
A liget elkészülte után a hősi emlékművet korábbi helyéről áthelyezték a Hősök terére.  A Hősök tere és az országzászló 1937. szeptember 26-án lett felszentelve. A szobrot 2018-ban felújították, az utólag ráhelyezett II. világháborús és az 1956-os forradalomra emlékező márványtáblákat leszerelték.
2000-ben Dunaharaszti városi rangot kapott, a várossá avatási ünnepséget is itt tartották. Ezután nagy átépítések kezdődtek a téren, ekkor kezdték kialakítani a város főterének az addigi piacteret. 2003-ban elkezdték építeni a KisDuna házat, majd 2005-ben épül vele szembe a Baktay-ház. A tér ekkor nyeri el a mai, városias kinézetét.

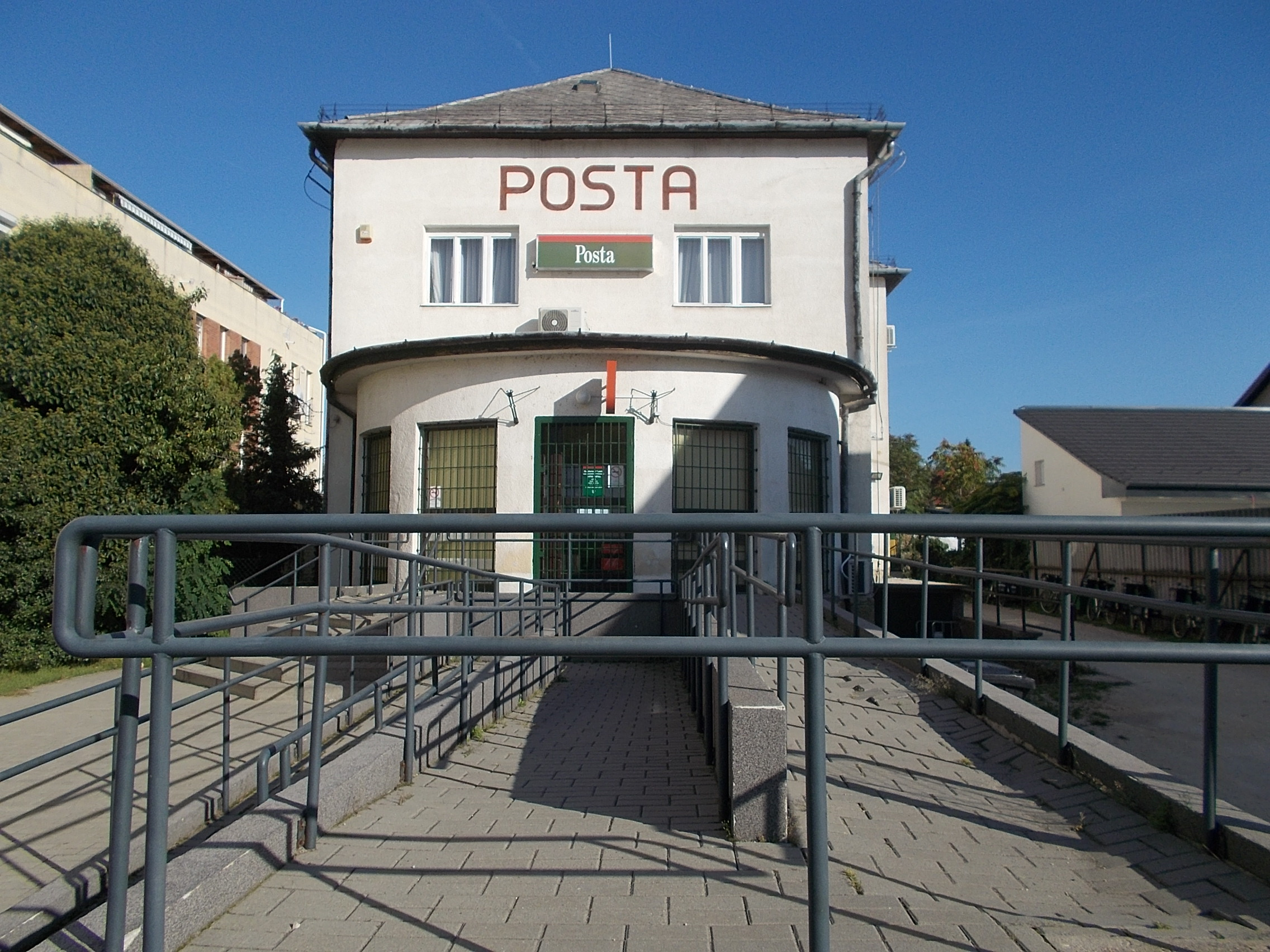
Posta a Baktay téren

## Létesítmények
A tér egy jó hangulatú, cukrászdákkal, hivatalokkal ellátott közösségi hely a város közepén. Itt található a Baktay Ervin Gimnázium, amely a város középiskolája. A téren található továbbá posta, okmányiroda, szolárium, bolt, cukrászda.

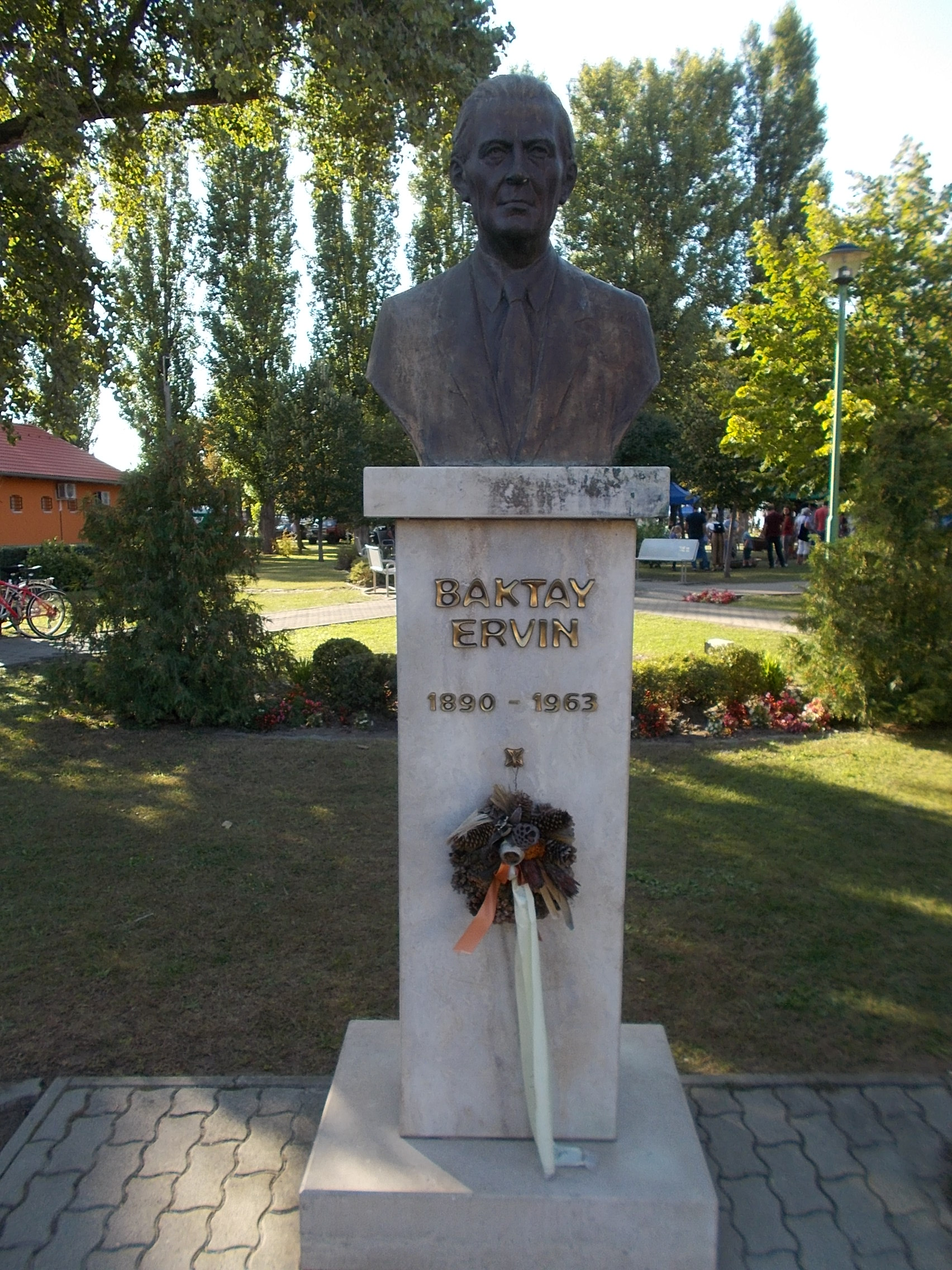
Baktay Ervin szobra a téren

## Megközelítése
Városi autóbusz-járatok:
 1, 1Y, 3
Helyközi autóbusz-járatok:
 659, 679